# Шекспирове приче
Шекспирове приче (енгл. Tales from Shakespeare) је збирка приповедака за децу коју су написали брат и сестра Чарлс и Мери Лем 1807. године према делима Вилијама Шекспира. Намењена је, како стоји у поднаслову првог издања, „за употребу младих“ (у оригиналу Designed for the use of young persons), уз задржавање што је могуће више оригиналног Шекспировог језика. Мери Лем је одговорна за препричавање комедија, а Чарлс за трагедије. Адаптирајући Шекспирова дела изоставили су сложеније историјске приче, укључујући све римске драме, а оне које су изабрали модификовали су на начин који је прилагођен деци, али без прибегавања цензури. Међутим, подзаплети и сексуалне референце су уклоњене. Заједно су написали предговор.
Данашњој деци ова књига би могла да буде изазовна за читање, али су доступне алтернативе. Ипак, приче које су препричали брат и сеста Лем остају јединствено дело, верно оригиналу, које као такво деци може бити корисно при читању или учењу драмеа у оригиналу, онако како их је Шекспир написао.

## О ауторима
Чарлс Лем и његова сестра Мери, коаутори овог дела, почетком 19. века водили си литерарни кружок у Лондону, којем су припадали многи тадашњи познати енглески књижевници.
Чарлс Лем (енг. Charles Lamb, 1775−1834) био је енглески песник, публициста и књижевни критичар епохе романтизма. Један је од најистакнутијих есејиста у историји енглеске књижевности.
Мери Лем (енг. Mary Lamb, 1764−1847) била је енглеска књижевница и Чарлсова старија сестра. Енглеска књижевница Марина Ворнер, у предговору за издање из 2007. године, тврди да се име Мери Лем није појављивало на насловној страни све до седмог издања из 1838. године.

## Историја публикације
Од када је написана, збирка Шекспирове приче доживела је бројна издања на многим светским језицима, а објављује се и данас. Чини се да су Чарлс и Мери Лем још у деветнаестом веку предвидели огроман пораст популарности Шекспирових дела. Њихова књига је већ тада је била један од најпродаванијих наслова. Прво издање је објавила Библиотека за младе Вилијама Годвина и већ од првог издања књига је била илустрована.
Почетком 90-их година 19. века књига је допуњена додатним причама и поново је објављена у Сједињеним Америчким Државама као вишетомни комплет са илустрованим таблама у боји.

## Српско издање
Прво издање ове збирке на српском језику (ћирилично) појавило се 1960. године, у преводу Обрена Вукомановића, а објавила га је сарајевска издавачка кућа „Веселин Маслеша”. Истовремено са овим појавило се исто издање и на хрватском језику (латинично).